# El Camino de la Gloria
El Camino de la Gloria es un juego de guerra basado en la Operación Gunnerside de la Segunda Guerra Mundial.
Se trata de un juego de estrategia por turnos de simulación histórica con tablero de 2 a 4 jugadores en el que uno de los jugadores maneja a las tropas alemanas y los otros jugadores se distribuyen los 15 comandos que sabotearán la fábrica.
El tablero de juego de 64×80 cm está dividido en hexágonos para situar las fichas de los soldados, determinar el alcance de sus armas y/o campo de visión. Por medio de plantillas auxiliares se controla el armamento de cada soldado, pudiendo intercambiarse algunas fichas entre los personajes con el fin de proporcionar un mayor realismo. Los jugadores han de combinar táctica y estrategia con el fin de infiltrarse en la fábrica sin ser descubiertos, volar los tres objetivos del tablero y tratar de escapar. El jugador alemán que tiene un papel pasivo durante el juego mientras que no se descubre a los comandos, ha de desplegar su superioridad numérica para detenerlos una vez que la alarma ha sonado.
Este juego fue lanzado en España en 1985 por la empresa NAC (Nike and Cooper Española, S.A.).
El modo de juego, los ángulos de visión y los objetivos a cumplir en este juego parecen haber inspirado a los creadores del juego de ordenador Commandos.